# Ваккерслебен
Ваккерслебен (нем. Wackersleben) — бывшая община в Германии, в земле Саксония-Анхальт. Ныне входит в состав коммуны Хётенслебен.
Входит в состав района Бёрде. Подчиняется управлению Вестлихе Бёрде. Население составляло 707 человек (на 31 декабря 2008 года). Занимала площадь 15,85 км².
На 2 января 2010 Ваккерслебен был включён в состав коммуны Хётенслебен. Последним бургомистром Ваккерслебена была Ина Венцель.